# Ferenczi István (geológus)
Ferenczi István (Zalatna, 1890. október 21. – Washington, 1966. november 27.) magyar geológus, egyetemi tanár.

## Élete és munkássága
A kolozsvári Ferenc József Tudományegyetemen végezte el egyetemi tanulmányait 1914-ben, majd Kolozsváron tanársegédként dolgozott Szádeczky-Kardoss Gyula oldalán egészen 1918-ig. Ezután a Földtani Intézethez került. 1937-ben a Debreceni Tudományegyetem nyilvános rendkívüli tanára lett, ugyanekkor az Ásvány- és Földtani Intézet igazgatójává is kinevezték. 1940 és 1945 között a Szegedi Tudományegyetem nyilvános rendes tanáraként dolgozott, ugyanebben az időszakban a Földtani Intézet vezetője is volt.
A második világháború végét követően az Amerikai Egyesült Államokba emigrált. Charlottesville-ben egy éven át, míg Raleighban három évig dolgozott megbízott előadóként.

## Főbb művei
- Zalatna környékének geológiai viszonyai (Múzeumi Füzetek; az Erdélyi Nemzeti Múzeum Ásványtárának Értesítője, 1913. II., 1. füzet)
- Geomorfológiai tanulmányok a Kismagyaralföld D-i öblében (különlenyomat, Budapest, 1924)
- Adatok az Ipoly-medence földtani ismeretéhez (a Földtani Intézet 1933–35. évi jelentése, II., 1939)
- A Zempléni szigethegység földtani viszonyai (a Földtani Intézet 1939–40. évi jelentése, I., 1943)